# Ryska superligan i volleyboll (herrar)
Ryska superligan i volleyboll är Rysslands toppdivision i volleyboll. Den startade 1992 och följde i Ryssland den sovjetiska toppligan, som startades 1933.

## Ryska mästare i volleyboll
| Årtal     | Guld                          | Silver                       | Brons                         |
| --------- | ----------------------------- | ---------------------------- | ----------------------------- |
| 1991/1992 | Avtomobilist Sankt Petersburg | MGTU volleyboll              | Dynamo Moskva region          |
| 1992/1993 | Avtomobilist Sankt Petersburg | CSKA volleyboll              | Dynamo Moskva region          |
| 1993/1994 | CSKA Moskva                   | Iskra Odintsovo              | Samotlor Nizhnevartovsk       |
| 1994/1995 | CSKA Moskva                   | Lokomotiv Belgorod           | Avtomobilist Sankt Petersburg |
| 1995/1996 | CSKA Moskva                   | Belogorje Belgorod           | Samotlor Nizhnevartovsk       |
| 1996/1997 | Belogorje Belgorod            | UEM-Izumrud Jekaterinburg    | CSKA Moskva                   |
| 1997/1998 | Belogorje-Dynamo Belgoro      | UEM-Izumrud Jekaterinburg    | CSKA Moskva                   |
| 1998/1999 | UEM-Izumrud Jekaterinburg     | Belogorje-Dynamo Belgoro     | Iskra-RVSN Odintsovo          |
| 1999/2000 | Belogorje-Dynamo Belgoro      | UEM-Izumrud Jekaterinburg    | Iskra-RVSN Odintsovo          |
| 2000/2001 | MGTU Luzhniki Moskva          | UEM-Izumrud Jekaterinburg    | Iskra-RVSN Odintsovo          |
| 2001/2002 | Lokomotiv Belogorje           | MGTU Luzhniki Moskva         | Dynamo MGFSO Olymp Moskva     |
| 2002/2003 | Lokomotiv Belogorje           | Iskra Odintsovo              | UEM-Izumrud Jekaterinburg     |
| 2003/2004 | Lokomotiv Belogorje           | Dynamo Moskva                | Dynamo Kazan                  |
| 2004/2005 | Lokomotiv Belogorie Belgorod  | Dynamo Moskva                | Dynamo TatTransGaz Kazan      |
| 2005/2006 | Dynamo Moskva                 | Lokomotiv Belogorie Belgorod | Iskra Odintsovo               |
| 2006/2007 | Dynamo TatTransGaz Kazan      | Dynamo Moskva                | Iskra Odintsovo               |
| 2007/2008 | Dynamo Moskva                 | Iskra Odintsovo              | Dynamo TatTransGaz Kazan      |
| 2008/2009 | Zenit Kazan                   | Iskra Odintsovo              | Fakel Novyi Urengoy           |
| 2009/2010 | Zenit Kazan                   | Lokomotiv Belogorje          | Dynamo Moskva                 |
| 2010/2011 | Zenit Kazan                   | Dynamo Moskva                | Lokomotiv Belogorje           |
| 2011/2012 | Zenit Kazan                   | Dynamo Moskva                | VK Iskra Odintsovo            |
| 2012/2013 | Belogorje Belgorod            | Ural Ufa                     | Zenit Kazan                   |
| 2013/2014 | Zenit Kazan                   | Lokomotiv Novosibirsk        | Belogorje Belgorod            |
| 2014/2015 | Zenit Kazan                   | Belogorje Belgorod           | Dynamo Moskva                 |
| 2015/2016 | Zenit Kazan                   | Dynamo Moskva                | Belogorje Belgorod            |
| 2016/2017 | Zenit Kazan                   | Dynamo Moskva                | Lokomotiv Novosibirsk         |
| 2017/2018 | Zenit Kazan                   | VK Zenit Sankt Petersburg    | Dynamo Moskva                 |
| 2018/2019 | VK Kuzbass Kemerovo           | Zenit Kazan                  | Fakel Novy Urengoj            |
| 2019/2020 | Lokomotiv Novosibirsk         | Zenit Kazan                  | VK Kuzbass Kemerovo           |
| 2020/2021 | Dynamo Moskva                 | VK Zenit Sankt Petersburg    | Lokomotiv Novosibirsk         |